# Сохондо (станція)
Сохондо (рос. Сохондо) — станція Читинського регіону Забайкальської залізниці Росії, розташована на дільниці Заудинський — Каримська між станціями Гонгота (відстань — 21 км) і Тургутуй (10 км). Відстань до ст. Заудинський — 447 км, до ст. Каримська — 198 км.